# نيكو هولكينبيرغ
نيكولاس «نيكو» هولكينبيرغ (بالألمانية: Nico Hülkenberg) من مواليد 19 أغسطس 1987 في إمريش ام راين، شمال الراين وستفاليا ألمانيا الغربية) هو سائق سباقات سيارات ألماني محترف. حقق بطولة عام 2009 من سلسلة جي بي 2 وهو بطل سابق في كل من بطولة الفورمولا 3 الأوروبية.
شارك هولكينبيرغ فريق ويليامز في بطولة الفورمولا واحد في عام 2010. وعلى الرغم من فوزه في مركز أول المنطلقين لفريق ويليامز لأول مرة منذ أكثر من خمس سنوات. لم يتم التجديد له مع الفريق، وانضم إلى فريق فورس انديا كسائق اختبار. تمت ترقيته إلى مقعد كسائق سباق مع الفريق لموسم 2012 جنبا إلى جنب مع السائق باول دي ريستا.